# Glossier
 (novembre 2023).
La mise en forme du texte ne suit pas les recommandations de Wikipédia : il faut le « wikifier ».
Les points d'amélioration suivants sont les cas les plus fréquents. Le détail des points à revoir est peut-être précisé sur la page de discussion.
- Les titres sont pré-formatés par le logiciel. Ils ne sont ni en capitales, ni en gras.
- Le texte ne doit pas être écrit en capitales (les noms de famille non plus), ni en gras, ni en italique, ni en « petit »…
- Le gras n'est utilisé que pour surligner le titre de l'article dans l'introduction, une seule fois.
- L'italique est rarement utilisé : mots en langue étrangère, titres d'œuvres, noms de bateaux, etc.
- Les citations ne sont pas en italique mais en corps de texte normal. Elles sont entourées par des guillemets français : « et ».
- Les listes à puces sont à éviter, des paragraphes rédigés étant largement préférés. Les tableaux sont à réserver à la présentation de données structurées (résultats, etc.).
- Les appels de note de bas de page (petits chiffres en exposant, introduits par l'outil «  Source ») sont à placer entre la fin de phrase et le point final[comme ça].
- Les liens internes (vers d'autres articles de Wikipédia) sont à choisir avec parcimonie. Créez des liens vers des articles approfondissant le sujet. Les termes génériques sans rapport avec le sujet sont à éviter, ainsi que les répétitions de liens vers un même terme.
- Les liens externes sont à placer uniquement dans une section « Liens externes », à la fin de l'article. Ces liens sont à choisir avec parcimonie suivant les règles définies. Si un lien sert de source à l'article, son insertion dans le texte est à faire par les notes de bas de page.
- La présentation des références doit suivre les conventions bibliographiques. Il est recommandé d'utiliser les modèles {{Ouvrage}}, {{Chapitre}}, {{Article}}, {{Lien web}} et/ou {{Bibliographie}}. Le mode d'édition visuel peut mettre en forme automatiquement les références.
- Insérer une infobox (cadre d'informations à droite) n'est pas obligatoire pour parachever la mise en page.

Pour une aide détaillée, merci de consulter Aide:Wikification.
Si vous pensez que ces points ont été résolus, vous pouvez retirer ce bandeau et améliorer la mise en forme d'un autre article.
 (novembre 2023).
Glossier est une marque de cosmétiques américaine fondée en 2014 par Emily Weiss. La marque est basée à New York, aux États-Unis et opte pour une approche axée sur la simplicité et la beauté naturelle. L’objectif de Glossier est de concevoir et de proposer des gammes de produits de soin et de maquillage qui mettent en valeur la peau sans la masquer.
Marque populaire, Glossier réalise des levées de fonds importants pour soutenir sa croissance, notamment une levée de fonds de 52 millions de dollars en 2017.
La marque a connu une croissance rapide et a élargi sa présence au-delà des États-Unis grâce à sa stratégie de vente en ligne et à ses showrooms physiques. Aujourd'hui, elle est appréciée pour son esthétique minimaliste et moderne, ainsi que pour son engagement envers l'expérience client.

## Histoire
Glossier a été créé en 2014 par Emily Weiss, une entrepreneuse américaine passionnée par l'industrie de la beauté, cette créatrice tenait à l'origine le blog de beauté « Into the Gloss » créé en 2010, qui avait déjà acquis une grande notoriété dans le monde de la beauté.

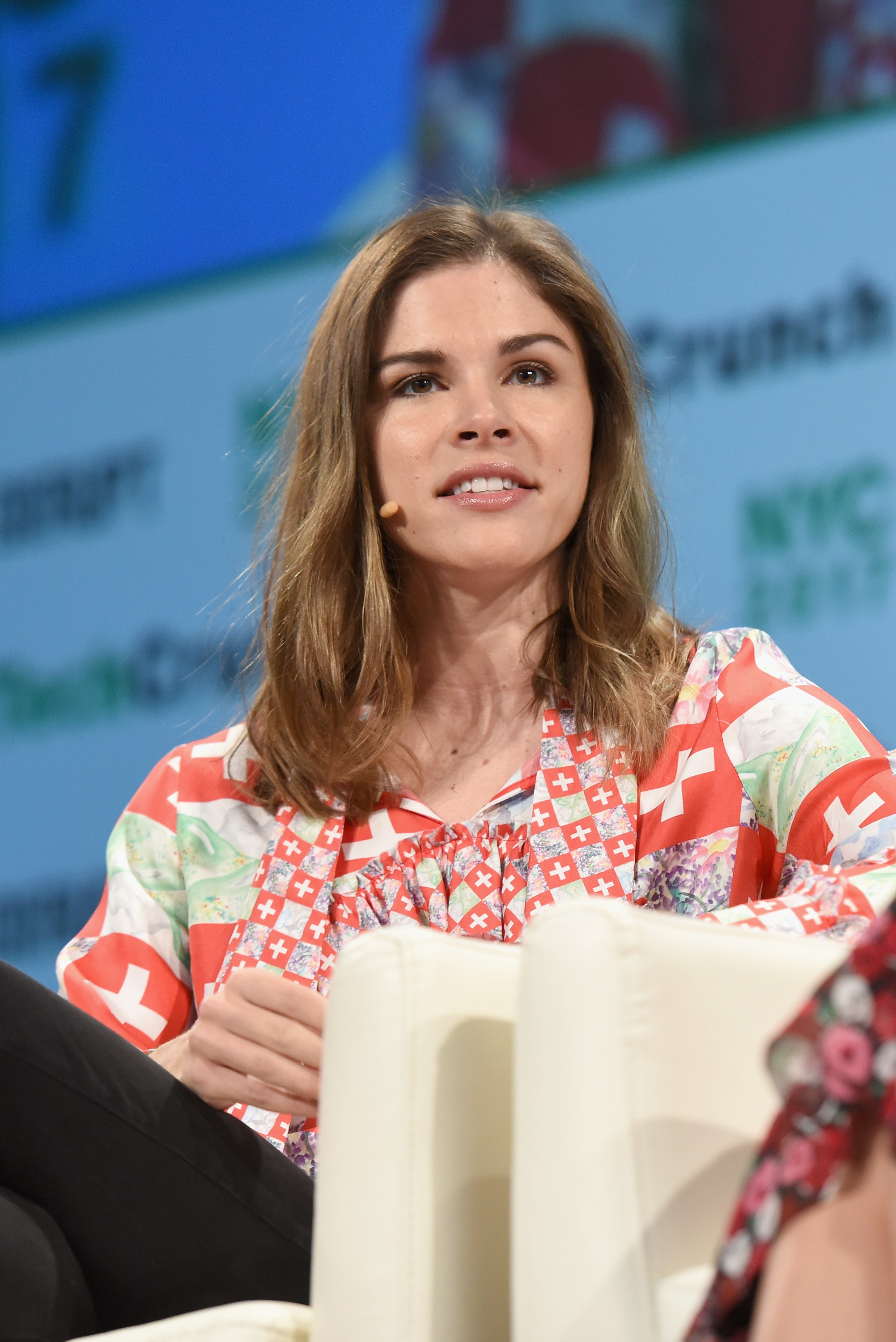
Emily Weiss, créatrice de Glossier.

Sur son blog, la créatrice a échangé et réalisé des interviews qui lui ont permis par la suite d'identifier les besoins et les attentes des consommateurs de produits de beauté. C’est dans cette logique qu'elle a créée sa marque, tout en continuant à échanger avec sa clientèle et sa communauté, ce qui a permis à Glossier de se distinguer et de rapidement se propulser à l'international.
En 2014, Emily Weiss présente sur son blog « Into the Gloss » les quatre premiers produits proposés par Glossier. C'est un tout premier lancement pour la marque, Glossier fait ses débuts en vendant ses produits exclusivement en ligne. Le site web devient très rapidement pour les amateurs de beauté, le lieu par excellence où l’on trouve des produits simples d’utilisation pour le quotidien. La même année Glossier ouvre à New York, son premier Glossier Showroom, une boutique éphémère où les clients peuvent essayer les produits en personne.
En 2015  Glossier remporte le Webby Award pour la meilleure utilisation des réseaux sociaux dans la catégorie Beauté et Cosmétiques, ce qui souligne son succès dans l'utilisation des plateformes en ligne pour promouvoir sa marque. En effet, grâce à sa stratégie de communication sur les réseaux sociaux et à sa communauté de fans fidèle, Glossier connaît une croissance rapide entre 2014 et 2016. 
Pour soutenir sa croissance et son expansion, Glossier réalise en 2017 une importante levée de fonds de 52 millions de dollars. Ainsi, elle continue à ouvrir des showrooms dans plusieurs grandes villes américaines. En 2019 Glossier ouvre cette fois son magasin phare à New York ,appelé Glossier Flagship. Cette même année Glossier étend sa présence au-delà des États-Unis en proposant une livraison internationale et en ouvrant des bureaux à Londres. Ce qui permet à la marque d’atteindre un public mondial. L'arrivée à l’international de Glossier est accompagnée de la sortie de la gamme Glossier Play, qui comprend des produits de maquillage pigmentés et métalliques. Il s’agit là d’un renouveau pour la marque qui en plus d'innover sur certains de ses produits ,élargit sa gamme de produits pour inclure des produits de maquillage, des soins de la peau et des parfums.

## Communication
Glossier a réussi à se démarquer en mettant l'accent sur la simplicité, la naturalité et l'engagement envers sa communauté de clients. La marque continue d'innover et d'ajouter de nouveaux produits à sa gamme tout en conservant son esthétique distinctive et son approche axée sur la célébration de la beauté naturelle.
Le design minimaliste et les packagings reconnaissables de Glossier jouent un rôle important dans la communication de la marque. L'esthétique propre et moderne est cohérente dans toute sa communication visuelle. Et c’est en partie une des raisons qui lui ont permis de se distinguer sur le marché des cosmétiques.
Glossier est également connue pour ses lancements de produits créatifs et son marketing innovant. Les lancements sont souvent accompagnés d'une stratégie de teasing pour susciter l'intérêt de la communauté.
Pour augmenter l'engouement autour de ces produits, la marque réalise quotidiennement des collaborations et embauche des personnalités publiques comme ambassadrices de la marque, comme l’actrice Phoebe Tonkin ou plus récemment chanteuse Olivia Rodrigo devenu l'égérie de Glossier. Ainsi, Glossier publie sur sa chaîne Youtube des vidéo appelé « Get ready with me » (Traduction : préparer vous avec moi) auxquelles des influenceurs, des personnalités participent. Dans ces vidéos , il s’agit de se préparer avec les produits Glossier.

## Glossier showrooms
La marque a continué à ouvrir de nouveaux showrooms dans plusieurs grandes villes telles qu'Atlanta, Washington DC, Londres, Los Angeles, Miami, et elle est en voie de conquérir Chicago. Dès le début de son lancement Glossier inclus dans son plan d’action des showrooms, au fil du temps ces lieus au décor épurés, travailler et minimaliste deviennent emblématique.
Le tout premier Glossier showroom a ouvert ses portes à New York en décembre 2016. Situé dans le quartier de SoHo, il est devenu un lieu emblématique où les clients pouvaient essayer les produits de la marque en personne, discuter et se retrouver. C’est le succès de ce showroom qui a encouragé Glossier à développer sa présence physique.
Le second Glossier showroom a ouvert sur la côte ouest, à Los Angeles en 2016. Glossier a inauguré son premier showroom international à Londres en novembre 2019. Cela a marqué une étape importante dans l'expansion mondiale de la marque. Le mois suivant, un showroom Glossier a également ouvert ses portes à Seattle, la marque accélère à ce moment-là, le rythme d’ouverture de ses showrooms, avec 2 par an. L’année suivante, Glossier élargit davantage sa présence physique aux États-Unis avec le showroom de Boston qui ouvre en février 2020 et celui de Miami qui ouvre en décembre 2020.